# Calycopis blora
Espèce
Synonymes
- Calystryma blora Field, 1967[1]

Calycopis blora est une espèce de papillons de la famille des Lycaenidae, de la sous-famille des Theclinae et du genre Calycopis.

## Systématique
L'espèce Calycopis blora a été décrite en 1967 par William Dewitt Field (d) (1914-1992) sous le nom initial de Calystryma blora,.

## Description
Calycopis blora est un petit papillon aux pattes et aux antennes cerclés de blanc et noir, avec deux fines queues à chaque aile postérieure.
Le dessus est de couleur marron clair à beige foncé.
Le revers présente un abdomen blanc et des ailes beige clair avec aux ailes postérieures trois gros ocelles orange pupillés de marron dont un en position anale, surmontés de demi-cercles orange bordés de blanc.

## Écologie et distribution
Calycopis blora est endémique de la Guyane,.

### Protection
Pas de statut de protection particulier.

## Publication originale
- (en) William D. Field, « Butterflies of the New Genus Calystryma (Lycaenidae: Theclinae, Strymonini) », Proceedings of the United States National Museum, Washington, Inconnu, vol. 123, no 3611,‎ 1967, p. 1–31 (ISSN 0096-3801 et 2377-6560, OCLC 1259735, DOI 10.5479/SI.00963801.123-3611.1, lire en ligne).